# 八潮市立図書館
八潮市立図書館（やしおしりつとしょかん）は、埼玉県八潮市が設立・運営する公共図書館である。

## 概要
この八潮市図書館は八潮市が運営する公立図書館であり、同市に在住・在勤・在学する者の他、草加市・越谷市・三郷市・吉川市・北葛飾郡松伏町の在住者も広域利用により利用することができる。
八潮市では八幡図書館および八條図書館が設けられている。「八潮市立図書館」という名称は八潮市内に所在している図書館の総称であり、「八潮市立図書館」という個別の図書館は存在しない。
2022年4月に八幡図書館がリニューアルした。

## 八幡図書館
八幡公民館内に併設されている。
所在地
- 埼玉県八潮市中央3-32-11

アクセス
- 八潮駅北口より北西へ徒歩にて約20分。（距離約1.2km）[3]

休館日
- 毎週月曜日 - この他、例外あり。[4]

開館時間
- 9時00分～19時00分

## 八條図書館
八條公民館内に併設されている。
所在地
- 埼玉県八潮市大字八條2753-46

アクセス

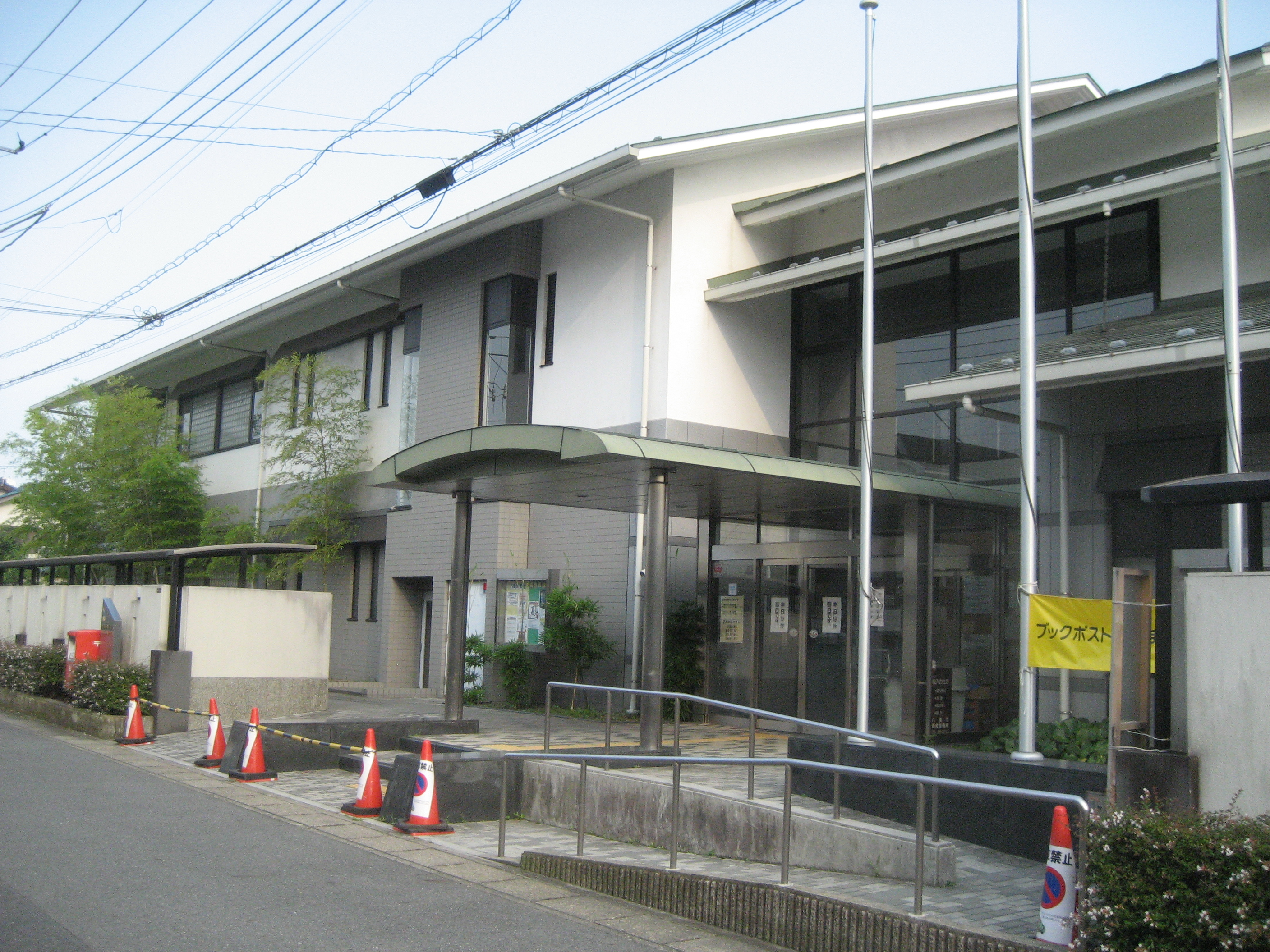
八条公民館・図書館

- 草加駅東口より東北東へ徒歩にて約30分。（道程約2km）[5]

休館日
- 毎週月曜日 - この他、例外あり。[6]

開館時間
- 9時00分～19時00分